# Pladeselskab
 Der er for få eller ingen kildehenvisninger i denne artikel, hvilket er et problem. Du kan hjælpe ved at angive troværdige kilder til de påstande, som fremføres i artiklen.

Et pladeselskab er et firma som koordinerer produktion, distribution og promotion af musik. Navnet er et levn fra dengang al musik kom i LP-form.

## Historie
Før i tiden var det essentielt for et nystartet band at blive opdaget af et pladeselskab da prisen for at producere albums og få det ud til butikkerne var høj. Men nu til dags har internettet samt billigere produktionsomkostninger gjort det muligt for kunstnere selv at producere, distribuere og promovere deres musik. Af samme grund har mange musikere lavet deres egne pladeselskaber så de selv kan styre processerne og ikke ligge under for et stort pladeselskab.